# Saint-Germain-de-Confolens
För andra betydelser, se Saint-Germain.
Saint-Germain-de-Confolens är en kommun i departementet Charente i regionen Nouvelle-Aquitaine i västra Frankrike. Kommunen ligger  i kantonen Confolens-Sud som ligger i arrondissementet Confolens. År 2018 hade Saint-Germain-de-Confolens 69 invånare.

## Befolkningsutveckling
Antalet invånare i kommunen Saint-Germain-de-Confolens
Referens:INSEE